# 9,3 × 57 mm
9,3 × 57 mm är en kaliber som används för jakt, och som i Sverige tillhör klass 1.
9,3 × 57 mm är en tysk patron som togs fram kring åren runt det förra sekelskiftet. Det är i grunden en 8 × 57 mm som utvidgats i mynningen för att hålla den grövre 9,3 mm kulan. Denna kaliber har varit populär i Sverige vid älgjakt, men användningen har kommit att minska. En anledning torde vara att dess kulbana inte har ansetts som tillräckligt flack, den har kallats för ”Potatiskastaren”, eftersom den skickar iväg en tung kula med relativt låg utgångshastighet på omkring 720 m/sek för 15 grams kulan och 630 m/sek för 18,5 grams, som medför relativt krökt bana med drygt 50 mm som högsta kulbanehöjd vid inskjutning på 150 meters inskjutningsavstånd. Används den på måttliga avstånd anses den som en utmärkt kaliber för jakt på älg. Kulans låga hastighet medför att köttförstöringen blir ganska ringa i jämförelse med exempelvis höghastighetsammunition, samtidigt som kulans tyngd leder till att anslagsenergin ändå blir tillräckligt stor. Det finns de som menar att kulans låga hastighet gör den okänslig för eventuella oavsedda träffar i sly eller grenar, vilket inte dokumenterats fullt ut vid provskjutningar. Av dessa skäl har det förekommit att den har rekommenderats för eftersöksjakt då skotthållen ofta kan vara ringa, medan djurskyddsskäl kan göra det mycket önskvärt att avlossa skott, även om det, exempelvis, skulle finnas sly mellan skytten och djuret.